# Circondario del Rhön-Grabfeld
Il circondario del Rhön-Grabfeld è uno dei circondari dello stato tedesco della Baviera.
Fa parte del distretto governativo della Bassa Franconia.

## Città e comuni
(Abitanti al 31 dicembre 2023)
| Comuni del circondario | Città 1. Bad Königshofen i.Grabfeld (6 176) 2. Bad Neustadt a.d.Saale, (Kreisstadt) (15 720) 3. Bischofsheim a.d.Rhön (4 756) 4. Fladungen (2 190) 5. Mellrichstadt (5 599) 6. Ostheim v.d.Rhön (3 358) Territori extracomunali (79,49 km²) 1. Bundorfer Forst (18,06 km²) 2. Burgwallbacher Forst (16,18 km²) 3. Forst Schmalwasser-Nord (1,69 km²) 4. Forst Schmalwasser-Süd (14,31 km²) 5. Mellrichstädter Forst (4,14 km²) 6. Steinacher Forst r.d. Saale (19,85 km²) 7. Sulzfelder Forst (2,54 km²) 8. Weigler (2,73 km²) | Comuni 1. Aubstadt (734) 2. Bastheim (2 039) 3. Burglauer (1 758) 4. Großbardorf (947) 5. Großeibstadt (1 058) 6. Hausen (671) 7. Hendungen (851) 8. Herbstadt (615) 9. Heustreu (1 318) 10. Höchheim (1 040) 11. Hohenroth (3 591) 12. Hollstadt (1 431) 13. Niederlauer (1 707) 14. Nordheim v.d.Rhön (1 062) 15. Oberelsbach (2 661) 16. Oberstreu (1 512) 17. Rödelmaier (964) 18. Saal a.d.Saale (1 588) 19. Salz (2 348) 20. Sandberg (2 381) 21. Schönau an der Brend (1 190) 22. Sondheim v.d.Rhön (920) 23. Stockheim (1 042) 24. Strahlungen (976) 25. Sulzdorf a.d.Lederhecke (1 095) 26. Sulzfeld (1 791) 27. Trappstadt (914) 28. Unsleben (951) 29. Willmars (557) 30. Wollbach (1 478) 31. Wülfershausen a.d.Saale (1 555) |